# Белградско леко метро
Белградското леко метро (на сръбски: Београдски лаки метро), съкратено: БЕЛАМ, е проектирана метросистема в Белград, столицата на Сърбия.
Неговото начало на изграждане е планирано за 2008 година. То замества проекта за Белградско метро от 20 век.
Белградската лека железница е предназначена за облекчаване на Белград от нарастващите задръствания и проблеми, свързани с транспортния трафик в града. Откриването на първия участък от проекта за лекото метро е предвидено за 2012 г. Прогнозната цена на първата линия е около 450 милиона евро, като изграждането трябва да приключи за 5 години.
През ноември 2011 г. е сключен меморандум с френската компания Алстом, с който на практика старите планове са изоставени и всичко започва отначало. Планира се първата фаза на лекото метро в Белград да е с дължина от 36 километра и 55 метростанции.